# Hermiswil
Hermiswil (toponimo tedesco) è una frazione di 96 abitanti del comune svizzero di Seeberg, nel Canton Berna (regione dell'Emmental-Alta Argovia, circondario dell'Alta Argovia).

## Storia

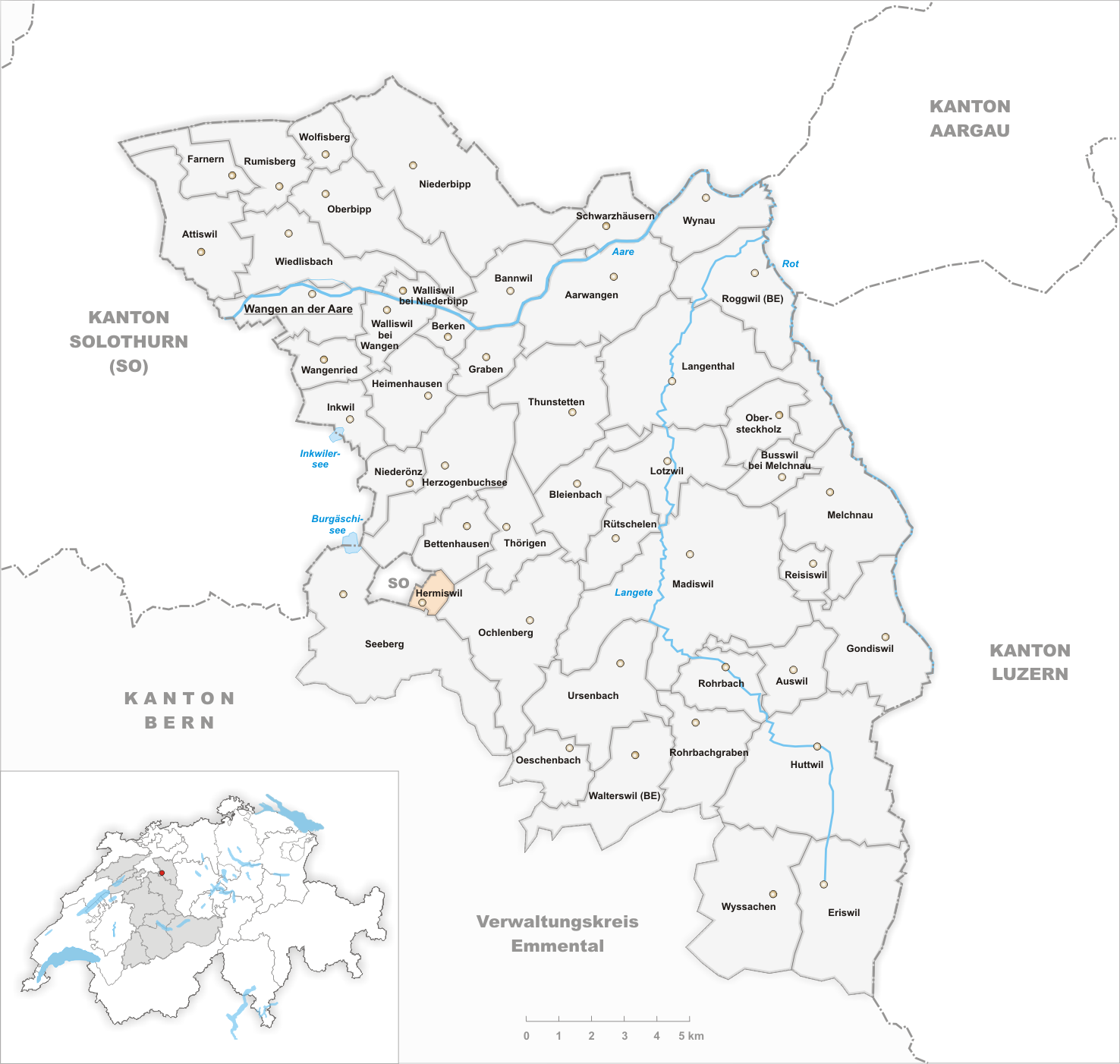
Il territorio del comune di Hermiswil prima degli accorpamenti comunali del 2016

Già comune autonomo che si estendeva per 1,1 km²; il 1°gennaio 2016 è stato incorporato in  Seeberg.

## Società

### Evoluzione demografica
L'evoluzione demografica è riportata nella seguente tabella:
Abitanti censiti

## Amministrazione
Ogni famiglia originaria del luogo fa parte del cosiddetto comune patriziale e ha la responsabilità della manutenzione di ogni bene ricadente all'interno dei confini del comune.